# Zura Karuhimbi
Zura Karuhimbi (c. 1925 - 17 desembre de 2018) va ser una dona Ruandesa que va salvar més de 100 persones de ser assassinades per les milícies hutu durant el genocidi de Ruanda el 1994. Curandera tradicional, va acollir aquestes persones com a refugiades a casa seva i va detenir els atacants fingint ser una bruixa. El seu paper en la salvació d'aquestes persones li va ser reconegut el 2006 amb la Medalla de la Campanya Contra el Genocidi, atorgada pel president de Ruanda Paul Kagame.
Algunes fonts indiquen que va néixer el 1909, però es creu que va néixer al voltant de 1925, que és la data que consta en el seu document d'identidtat. Diversos membres de la seva família eren curanderos tradicionals a la població de Musamo, districte de Ruhango, a una hora de la capital, Kigali. Karuhimbi també es va convertir en remeiera tradicional i va obtenir popularitat per tenir poders màgics. Durant la Revolució ruandesa va ser testimoni de la violència entre la minoria Tutsi i la tribu Hutu, més nombrosa. Més tard va declarar que el 1959 havia salvat la vida d'un nen tutsi de dos anys nuant els comptes del seu collaret en el cabell de l'infant per fer-lo passar per una nena i evitar la seva execució. Aquest nen es va convertir anys més tard en el president de Ruanda, Paul Kagame.
El 1994, durant el genocidi de Ruanda, un ressorgiment de violència tribal que va matar més de 800.000 persones, Karuhimbi era una dona gran vídua. Va ajudar tutsis així com burundesos i a 3 persones europees a amagar-se de la milícia itinerant hutu. Va salvar més de 100 persones en total, incloent nadons que rescatava dels braços de les seves mares mortes.